# Hvězdná brána (seriál)
Hvězdná brána (v anglickém originále Stargate SG-1, často zkráceně SG-1) je americko-kanadský sci-fi televizní seriál, součást franšízy Hvězdné brány společnosti Metro-Goldwyn-Mayer. Seriál, vytvořený Bradem Wrightem a Jonathanem Glassnerem, je založen na celovečerním filmu Hvězdná brána z roku 1994 od Deana Devlina a Rolanda Emmericha. Natáčen byl v kanadském městě Vancouver a v jeho okolí. Mezi lety 1997 a 2007 vzniklo a bylo odvysíláno 10 řad (prvních pět na kanále Showtime, ostatní na Sci-Fi Channel) s celkovým počtem 214 epizod. V Česku byl celý seriál uveden premiérově na stanici TV Nova postupně v letech 2000–2007. Hvězdná brána překonala v roce 2007 počtem epizod Akta X, která do té doby držela titul nejdéle vysílaného amerického sci-fi seriálu, roku 2011 byla sama předstižena seriálem Smallville.
Příběh seriálu Hvězdná brána začíná přibližně rok po událostech stejnojmenného filmu, když se americká vláda dozví, že síť prastarých mimozemských zařízení, pojmenovaných jako hvězdná brána, propojuje obrovské množství planet v galaxii Mléčná dráha, což umožňuje téměř okamžité mezihvězdné cestování. Pozdější epizody odhalí, že tato síť je schopna fungovat nejen v Mléčné dráze, ale dokáže, při dostatečné dodané energii, překlenout i mezigalaktické vzdálenosti. Seriál Hvězdná brána popisuje dobrodružství elitní speciální jednotky Letectva Spojených států označené SG-1, vlajkového týmu z více než dvaceti podobných pozemských jednotek, která prozkoumává galaxii a brání Zemi proti mimozemských hrozbám, jako jsou Goa'uldi, Replikátoři a později Oriové. Složení týmu SG-1 je v prvních pěti sezónách stálé, v dalších řadách však dojde k několika změnám. Seriál také využívá a rozšiřuje některá náboženství ze starověké i středověké Země, včetně egyptské a severské mytologie či artušovských legend.
Hvězdná brána měla na kanálech Showtime a Sci-Fi Channel úspěšnou sledovanost a stala se populární rovněž v Evropě a Austrálii. I přes některé menší negativní kritické odezvy byl seriál v průběhu svých deseti sezón oceněn řadou cen. Díky jeho úspěchu vznikly další seriály franšízy: Stargate Infinity (animovaný) z roku 2002, Hvězdná brána: Atlantida (spin-off volně navazující na začátek osmé řady) z roku 2004 a Hvězdná brána: Hluboký vesmír z roku 2009. Na Hvězdnou bránu také přímo navazují dva DVD filmy z roku 2008 – Hvězdná brána: Archa pravdy a Hvězdná brána: Návrat. Mezi další odvozená díla s tématem seriálu patří hry, hračky, literatura a audioknihy.

## Příběh

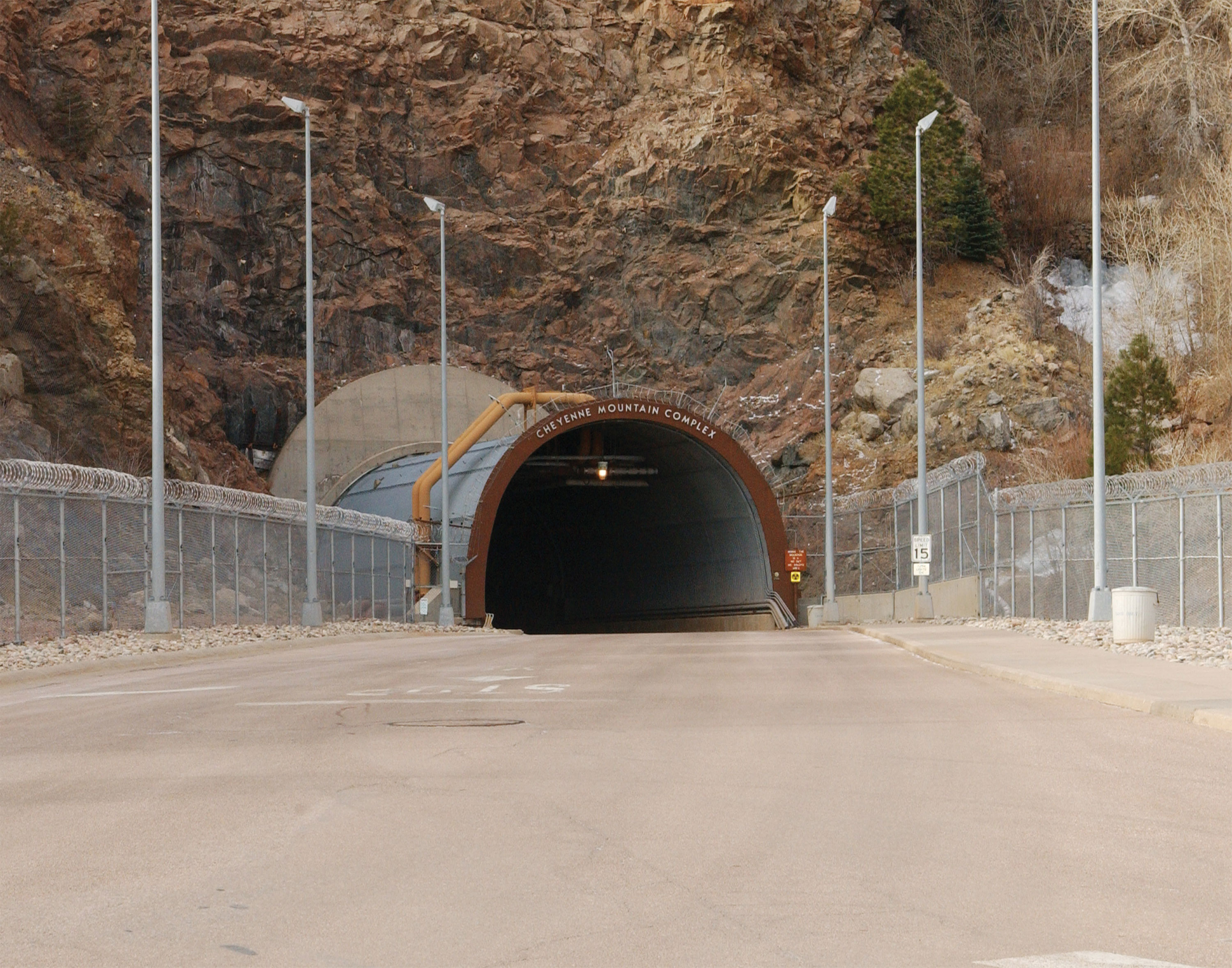
Komplex Cheyenne Mountain v Coloradu je v universu Hvězdné brány sídlem fiktivního Velitelství Hvězdné brány

Seriál Hvězdná brána pokračuje v ději původního stejnojmenného filmu a zobrazuje dobrodružství SG-1, vojenského týmu ze Země. SG-1 a 24 dalších, postupně sestavených SG týmů se vydává na vzdálené planety pomocí mimozemského portálu ve tvaru kruhu známého jako hvězdná brána, který se nachází v přísně tajné vojenské základně Letectva Spojených států označené jako Velitelství Hvězdné brány (anglicky Stargate Command, zkratkou SGC) pod horou Cheyenne Mountain u města Colorado Springs. V prvních osmi sezónách se SG týmy vydávají na mise, jejichž úkolem je prozkoumat galaxii a hledat mimozemské technologie a spojence k obraně Země před Goa'uldy, hadům podobné parazitické mimozemské rase, která využívá lidi jako nedobrovolné hostitele. Jak je později v příběhu vysvětleno, Goa'uldi přepravovali před tisíci lety lidské otroky ze Země na ostatní obyvatelné planety v celé galaxii a nyní se jim představují jako bohové pradávných pozemských náboženství včetně egyptské mytologie. SG-1 také zjistí, že síť hvězdných bran postavili před miliony let takzvaní Antikové (anglicky Ancients), vysoce vyvinutá rasa podobná lidem. K tomu došlo ještě předtím, než Antikové využili svých mimořádných schopností, aby se povznesli na vyšší úroveň existence a poté se zavázali, že nebudou zasahovat do života ostatních druhů. Naproti tomu Oriové, kteří patří ke stejné rase povznesených bytostí jako Antikové, využívají svoji moc k podrobení ostatních druhů, jež nutí k uctívání náboženství Ori a k víře v náboženský fundamentalismus. Oriové proto převezmou roli hlavního padoucha v deváté a desáté řadě seriálu.

### Goa'uldi
Pilotní epizoda „Děti bohů“ se odehrává rok po událostech z původního filmu a uvádí na obrazovky goa'uldského vládce soustavy a hlavního nepřítele Apophise (Peter Williams), který skrz hvězdnou bránu zaútočí na zakonzervovanou základnu SGC a unese vojáka. Velitelství Hvězdné brány je uvedeno do aktivní služby poté, co se zjistí, že hvězdná brána je částí meziplanetární sítě propojující červí dírou bezpočet planet. Pro obranu Země proti Goa'uldům, kteří disponují mezihvězdnými loděmi ve tvaru pyramid a obrovskými armádami Jaffů, dědičných otroků a lidských inkubátorů pro Goa'uldy, jsou vytvořeny tzv. SG týmy. Vlajkový tým SG-1, jehož členem je i přeběhlík a bývalý Apophisův první muž, postupně založí v galaxii několik aliancí s jinými kulturami i druhy, mezi něž patří Tok'rové, Goa'uldům podobná, ale skutečně symbiotická rasa, vyspělí lidé Tolláni, pacifističtí Noxové, laskaví Asgardi, kteří vypadají jako mimozemšťané z Roswellu, a zbylí mocní Antikové. Další mimozemská hrozba se objeví ve finální epizodě třetí řady „Nemesis“ v podobě vnímajících strojů zvaných Replikátoři. Mezitím se odpadlí agenti kontroverzní tajné služby NID opakovaně pokusí na Zemi převzít kontrolu nad hvězdnou bránou a další mimozemskou technologií. Ačkoliv Apophis zemře na začátku páté sezóny, zůstává goa'uldské impérium hlavním nepřítelem až do konce osmé řady. V posledních dvou sezónách seriálu zůstane jediným vlivným Goa'uldem v seriálu vládce soustavy Baal (Cliff Simon), který je definitivně poražen v DVD filmu Hvězdná brána: Návrat.

### Anubis
Po Apophisově porážce v první epizodě páté řady „Nepřátelé“ se hlavním padouchem stane napůl povznesený goa'uldský vládce soustavy Anubis (David Palffy), který má mnoho znalostí Antiků i jejich technologii. Zatímco Země staví v průběhu šesté a sedmé sezóny svoji první mezihvězdnou loď Prometheus, Anubis vytváří armádu téměř neporazitelných Kull bojovníků, díky kterým smete mnoho ostatních vládců soustavy. Ve finále sedmé řady, dvojepizodě „Ztracené město“, objeví SG-1 mocnou zbraň v antické základně na Antarktidě, pomocí které zničí celou Anubisovu flotilu. (Tento objev a úvodní dvojdíl osmé řady „Časy se mění“ vytvořil základ, na němž vznikl spin-off seriál Hvězdná brána: Atlantida vysílaný souběžně s osmou až desátou řadou Hvězdné brány.) Ba'al v průběhu osmé sezóny získá část Anubisovy moci, zatímco ten tajně získává kontrolu nad Ba'alovými silami. Na vládce soustavy také začnou útočit Replikátoři v lidské formě snažící se rovněž ovládnout galaxii, SG-1 ale nalezne a upraví antickou zbraň a všechny Replikátory v celé Mléčné dráze zničí. Před koncem osmé řady („Osobní záležitosti“) je odhaleno, že za původní Anubisovo povznesení je odpovědná laskavá Oma Desala (Mel Harris), povznesená Antička. Když se rozhodne proti němu zasáhnout a vstoupí s ním do souboje, který uvázne na věčném mrtvém bodě, ale který mu zabrání existovat na smrtelné úrovni, je už většina vládců soustavy i Replikátoři zničeni a Jaffové získávají svobodu nad goa'uldskou nadvládou.

### Oriové
Původní tým SG-1 se po událostech osmé řady rozpadne, začátkem deváté sezóny je ale částečně obnoven pod novým velitelem poté, co SGC neúmyslně upozorní Orie, bytosti z jiné galaxie podobné Antikům, na existenci vnímajícího života v Mléčné dráze. Zatímco Oriové vyšlou do Mléčné dráhy vylepšené lidské bytosti nazvané Převorové, aby šířily jejich víru, čímž by se síla Oriů zvětšila, Ba'al a několik menších Goa'uldů infiltruje Zemi přes Společnost (koalici s odpadlými agenty NID), aby znovu vybudoval svoji moc. Na konci deváté řady („Kamelot“) zahájí Oriové s válečnými loděmi svoji evangelizační křížovou výpravu, která bez námahy porazí flotilu Země a jejích spojenců. Vůdce Oriů Adria (Morena Baccarin) se poprvé objeví v úvodním dílu desáté řady „Z masa a kostí“. SG-1 hledá Sangraal, antickou zbraň, která by mohla porazit Orie, mezitím Ba'al se svými klony pátrá po téže zbrani z vlastních důvodů. S pomocí mocného Antika Merlina (Matthew Walker) najde SG-1 konstrukční plány k Sangraalu a pošle zařízení do orijské galaxie. Krátce poté se Adria povznese. Příběh je uzavřen v DVD filmu Hvězdná brána: Archa pravdy.

## Obsazení

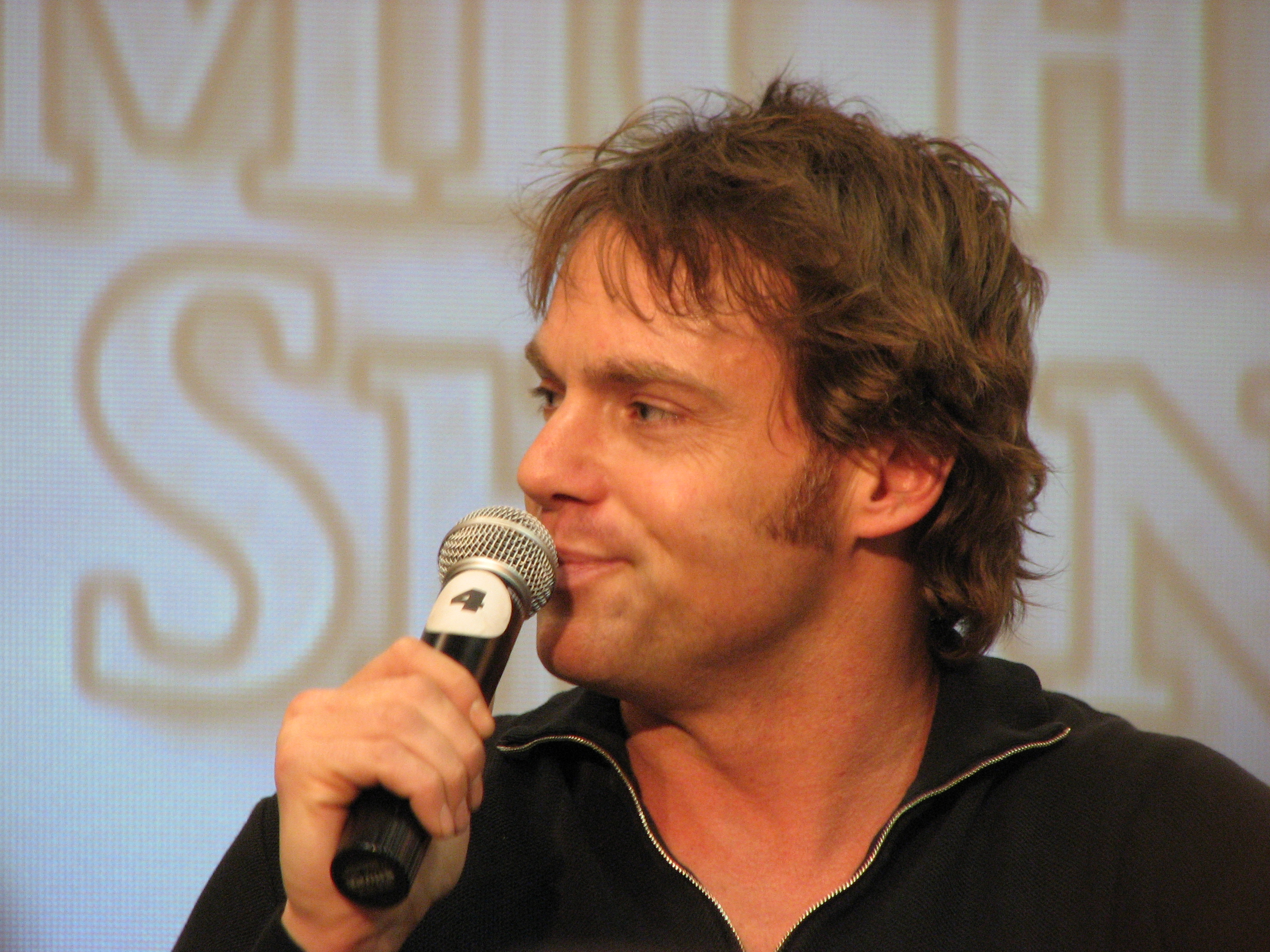
Michael Shanks, představitel Daniela Jacksona

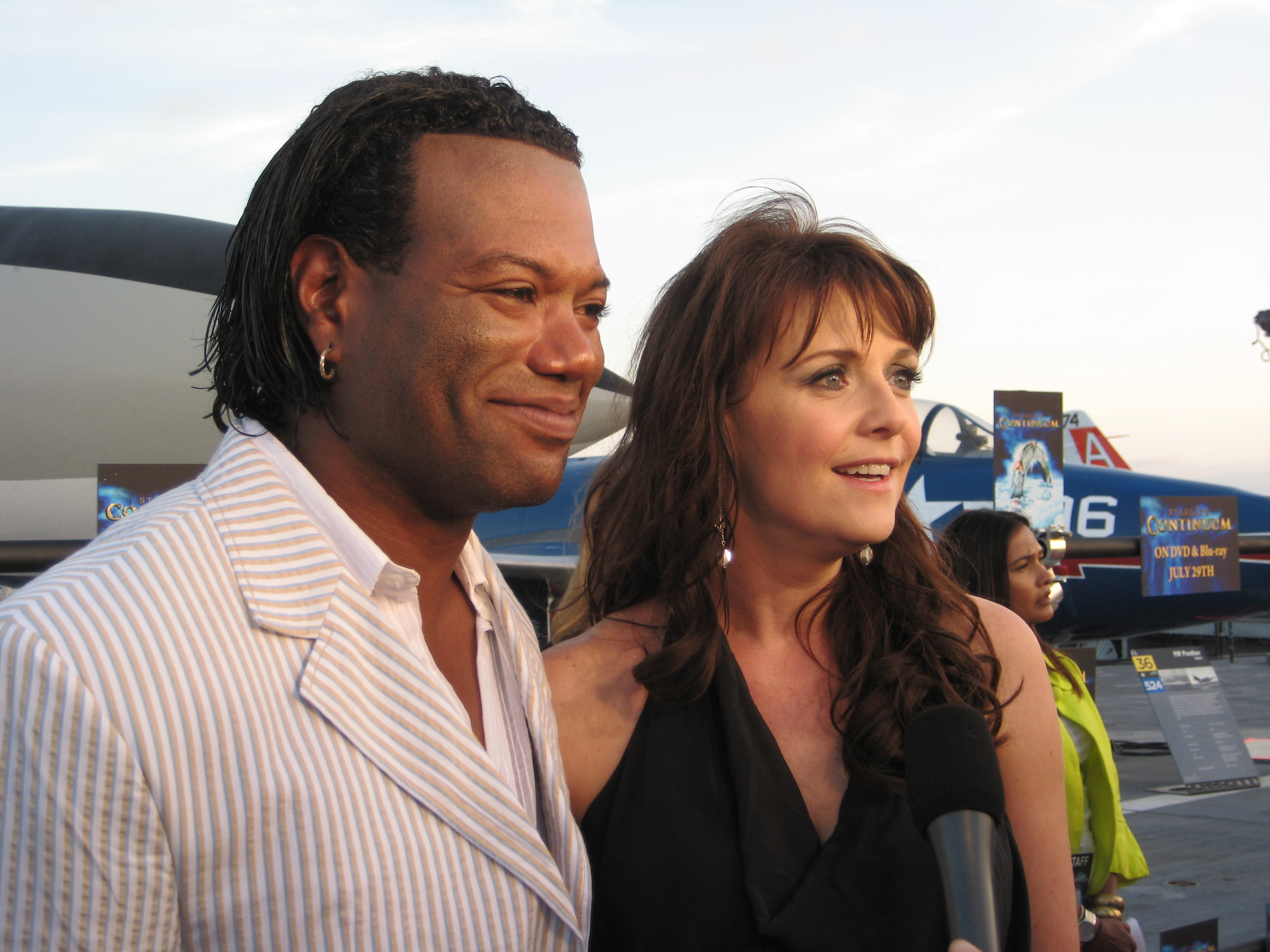
Christopher Judge (Teal'c) a Amanda Tapping (Samantha Carterová)

- Richard Dean Anderson (český dabing: Miloslav Mejzlík) jako Jonathan „Jack“ O'Neill (1.–8. řada, host v 9. a 10. řadě) – Plukovník Letectva Spojených států a veterán speciálních operací, který vedl původní misi hvězdnou branou ve filmu Hvězdná brána (kde jej ztvárnil Kurt Russell). V pilotní epizodě je z výslužby povolán zpět do aktivní služby a v prvních sedmi sezónách působí jako velitel týmu SG-1. Na začátku osmé řady je povýšen na brigádního generála a převezme velení na Velitelství Hvězdné brány. Seriál opakovaně naráží na romantické city mezi O'Neillem a jeho zástupcem Carterovou, ale jejich vztah není, mimo příběhy z alternativní reality, nikdy naplněn. O'Neill je před začátkem deváté řady převelen do Washingtonu, D.C. a povýšen na generálmajora. Objeví se ještě ve čtyřech epizodách deváté a desáté sezóny, ve filmu Návrat, ve čtyřech dílech seriálu Atlantida a jako generálporučík a velitel Obrany Země v šesti epizodách seriálu Hluboký vesmír.
- Michael Shanks (český dabing: David Prachař) jako Daniel Jackson (1.–5. a 7.–10. řada, host v 6. řadě) – Vynikající egyptolog, jehož nepravděpodobné teorie o egyptských pyramidách, které měly být pode něj postaveny mimozemšťany, vedou k jeho účasti na první misi hvězdnou branou v původním filmu (kde jej hraje James Spader). Na začátku seriálu se připojí k týmu SG-1, aby mohl najít svoji ženu unesenou v pilotní epizodě Apophisem. Jeho naivita a zvědavost často vytváří pro jednotku řadu překážek,[1] postupně se ale vyvíjí z archeologa a překladatele v morální svědomí týmu[2] a zůstává jeho součástí až do svého povznesení na vyšší úroveň bytí na konci páté řady. V průběhu šesté sezóny se v seriálu objeví ve třech epizodách. Po návratu do lidské podoby na začátku sedmé sezóny se znovu připojí k SG-1, v níž zůstane po zbytek seriálu. V posledních třech řadách se projevuje jeho flirtovací vztah s protikladnou Valou Mal Doran.[1] Jackson účinkuje také v obou navazujících DVD filmech, ve třech epizodách seriálu Atlantida a ve čtyřech dílech seriálu Hluboký vesmír.
- Amanda Tapping (český dabing: Simona Postlerová) jako Samantha „Sam“ Carterová (1.–10. řada) – Kapitán Letectva Spojených států a skvělá mladá astrofyzička,[3] která se připojí k týmu SG-1 v pilotní epizodě. Ve třetí řadě je povýšena do hodnosti majora, na začátku osmé sezóny, kdy převezme po O'Neillovi velení jednotky, na podplukovníka (v českém dabingu na plukovníka). Náznaky romantických citů mezí ní a O'Neillem nejsou v seriálu více rozvinuty. V průběhu deváté a desáté řady je zástupcem nového velitele týmu Mitchella. Účinkuje též ve filmu Archa pravdy, po němž je povýšena na plukovníka a stane se velitelkou expedice Atlantida ve čtvrté sezóně seriálu Atlantida. Poté se však znovu připojí k SG-1 ve filmu Návrat. Vyjma čtvrté řady Atlantidy se jako host objeví v dalších pěti epizodách tohoto seriálu, ve dvou dílech seriálu Hluboký vesmír působí jako velitelka vesmírné lodi George Hammond.
- Christopher Judge (český dabing: Pavel Rímský) jako Teal'c (1.–10. řada) – Tichý a silný Jaffa, mimozemšťan z planety Chulak, který opustil svoji pozici prvního muže Goa'ulda Apophise. K týmu SG-1 se připojí po pilotní epizodě v naději, že osvobodí svůj lid z područí Goa'uldů. I přes dosažení tohoto cíle na konci osmé řady zůstává dále členem jednotky až do konce seriálu. Účinkuje rovněž v obou DVD filmech a ve dvou epizodách seriálu Atlantida.
- Don S. Davis (český dabing: Jiří Samek) jako George Hammond (1.–7. řada, host v 8.–10. řadě) – Generálmajor Letectva Spojených států, který velí Velitelství Hvězdné brány v prvních sedmi sezónách seriálu. Na konci sedmé řady je povýšen do hodnosti generálporučíka a převelen do Washingtonu, D.C., kde dále působil jako velitel Obrany Země. V této roli se v seriálu objeví ještě v sedmi epizodách osmé, deváté a desáté sezóny. Účinkuje též ve filmu Návrat a v jednom díle seriálu Atlantida.
- Corin Nemec (český dabing: Saša Rašilov v 5. a 6. řadě, Marek Libert v 7. řadě) jako Jonas Quinn (6. řada, host v 5. a 7. řadě) – Mimozemský vědec pocházející ze státu Kelowna na planetě Langara. Na konci páté řady obětuje Daniel Jackson svůj život (což vede k jeho povznesení), aby zachránil Kelownu, nevhodná reakce jejích představitelů ale přiměje Quinna, aby z Langary odešel. Jonas se rychle učí a brzy zaplní v průběhu šesté řady Jacksonovo místo v týmu SG-1. Po Danielově návratu se vrátí zpět na svoji planetu. Hostuje ve čtyřech epizodách páté a sedmé sezóny.
- Ben Browder (český dabing: Martin Písařík) jako Cameron „Cam“ Mitchell (9.–10. řada) – Podplukovník (v českém dabingu plukovník) Letectva Spojených států, který je na začátku deváté řady jmenován novým velitelem týmu SG-1, jehož bývalé členy se snaží přemluvit k návratu, což se mu také podaří. Mezi účinkováním ve filmech Archa pravdy a Návrat je povýšen na plukovníka.
- Beau Bridges (český dabing: Jiří Čapka) jako Henry „Hank“ Landry (9.–10. řada) – Generálmajor Letectva Spojených států a velitel Velitelství Hvězdné brány (SGC) v deváté a desáté řadě. Je otcem doktorky Carolyn Lamové působící též v SGC. Objeví se také v obou DVD filmech a v pěti epizodách seriálu Atlantida.
- Claudia Black (český dabing: Kateřina Lojdová) jako Vala Mal Doran (10. řada, host v 8. a 9. řadě) – Podvodnice a zlodějka z nejmenované planety a bývalá lidská hostitelka Goa'ulda Qetesh. Poprvé se v seriálu objeví v osmé řadě, kde začne flirtovat se zcela protikladným Danielem Jacksonem.[1] V deváté sezóně společně s Danielem neúmyslně vyvolá orijskou hrozbu. Po porodu nové orijské vůdkyně na začátku desáté řady se připojí k SG-1. Účinkuje též v obou DVD filmech.

## Produkce

### Koncepce

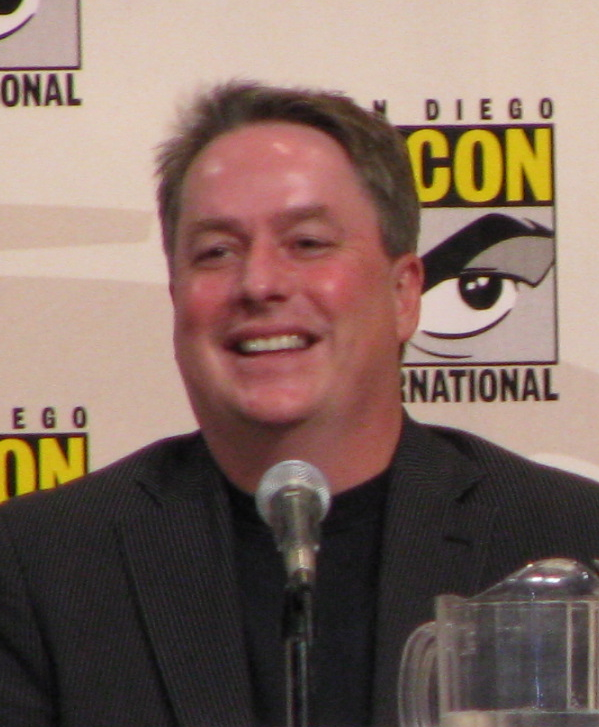
Brad Wright, společně s Jonathanem Glassnerem spolutvůrce seriálu Hvězdná brána

Brad Wright a Jonathan Glassner pracovali společně od roku 1995 na televizním seriálu společnosti Metro-Goldwyn-Mayer (MGM) Krajní meze. Poté, co se doslechli o plánu MGM vytvořit spin-off seriál k celovečernímu filmu Hvězdná brána, nezávisle na sobě a bez vzájemného vědomí oslovili MGM a navrhli k tomuto seriálu svoje koncepty. Prezident MGM John Symes dal projektu zelenou pod podmínkou, že Wright a Glassner budou na novém díle spolupracovat jako výkonní producenti. Seriál byl pojmenován Stargate SG-1 (v pozdějším českém překladu a dabingu pouze jako Hvězdná brána) poté, co Wright souhlasil se Symesovou otázkou, jestli by tým nemohl být označený jako „SG-1“. MGM potom během týdne a bez vědomí Wrighta a Glassnera vydala plakáty s titulem Stargate SG-1.
John Symes oslovil Michaela Greenburga a Richarda Deana Andersona, bývalou hvězdu seriálu MacGyver. Anderson souhlasil, pokud jeho postava Jack O'Neill bude humornějšího charakteru než postava, kterou hrál Kurt Russell v původním filmu. Chtěl také, aby ve Hvězdné bráně bylo více hlavních postav a příběh tak nemusel být vystavěn výhradně na jediném charakteru, jako tomu bylo v případě MacGyvera. Americký kanál pro předplatitele Showtime se v roce 1996 zavázal odvysílat 44 epizod ve dvou řadách. Natáčení seriálu bylo zahájeno ve Vancouveru v únoru 1997.

### Obsazení a jeho změny
Poté, co Anderson vstoupil do projektu, zhlédli Brad Wright a Jonathan Glassner několik tisíc pásek a pozvali přibližně 25 slibných herců na kamerové zkoušky v Los Angeles. Michael Shanks, Amanda Tapping a Christopher Judge prohlásili, že již během castingu k sobě tíhli, aniž by věděli, že by mohli být vybráni. V případě Judge měli producenti výběr jednodušší díky jeho svalnaté postavě. Shanks byl obsazen, protože podle Wrighta „perfektně napodoboval Jamese Spadera“. Dona S. Davise producenti znali z jeho předchozí práce v MacGyverovi, kde působil jako dvojník a kaskadér Dana Elcara, a proto mu nabídli roli George Hammonda.
Kanál Showtime oznámil neobnovení seriálu po páté sezóně ve stejné době, jako se Micheal Shanks rozhodl opustit Hvězdnou bránu kvůli obavám, že není jeho postava plně využívána. Seriál převzal Sci-Fi Channel, který nahradil uvolněné místo novou postavou hranou Corinem Nemecem. Castingoví agenti se s Nemecem náhodou setkali na dvoře kanceláří MGM v Santa Monice a nabídli mu roli Jonase Quinna. Zvěsti, že toto posílilo Shanksovo rozhodnutí odejít, Sci-Fi Channel v únoru 2002 odmítl. Ačkoli Nemecovo počáteční vystupování, které začalo v díle „Velká cesta“, předposlední epizodě páté řady, vyvolalo nedůvěru některých fanoušků, sám herec byl ochotný hrát tuto postavu i po šesté řadě, ve filmu či ve spin-off seriálu.. Producenti ale dojednali novou smlouvu se Shanksem, jehož Jackson se měl v sedmé řadě vrátit jako hlavní postava, takže Nemecův Quinn se stal vracející se vedlejší postavou. Don S. Davis odešel z Hvězdné brány po sedmé sezóně kvůli zdravotním důvodům, v seriálu se ale nepravidelně objevoval až do jeho konce.
Kvůli jiným povinnostem nemohla Claudia Black, známá se seriálu Farscape, dlouho přijmout nabídku na hostování. Podařilo se to až v epizodě „Upoutaný Prométheus“ v osmé řadě. Producentům se ale interakce mezi Valou Mal Doran (Claudia Black) a Shanksovým Danielem Jacksonem natolik líbily, že se Vala vrátila v šestidílném příběhu na začátku deváté sezóny, díky čemuž mohli také zamaskovat mateřskou dovolenou Amandy Tapping. Na konci osmé řady odešel ze seriálu Richard Dean Anderson, který chtěl trávit více času se svojí dcerou. Roli vůdce týmu převzal Ben Browder (rovněž známý z Farscape), který se setkal s producenty Hvězdné brány na sci-fi conu v okamžiku, kdy se otázka nové postavy teprve diskutovala. Browder byl již dříve uvažován do jiných rolí v seriálu. Producenti rovněž oslovili držitele ceny Emmy Beau Bridgesese, jestli by měl zájem o roli Hanka Landryho. Hostování Claudie Black bylo mezi herci, štábem i diváky tak populární, že se i se svým těhotenstvím, které bylo začleněno do děje, vrátila na poslední dvě epizody deváté řady a v desáté sezóně se stala jednou z hlavních postav.

### Štáb

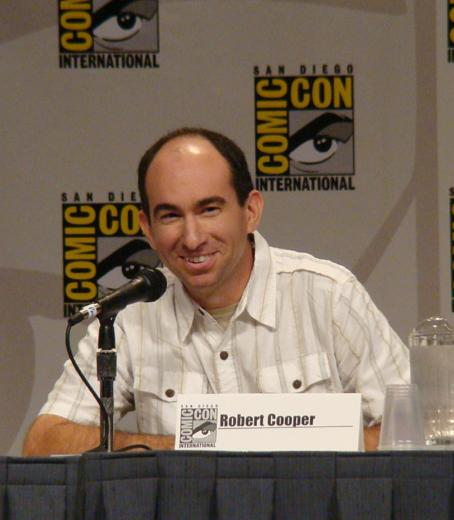
Robert C. Cooper, showrunner seriálu od jeho sedmé sezóny

Většina producentů, členů štábu a hostujících herců Hvězdné brány pocházela z Kanady. Výkonnými producenty a showrunnery seriálu byli během prvních tří řad jeho tvůrci Brad Wright a Jonathan Glassner, kteří měli konečné slovo (vyjma MGM a televizního kanálu) v příbězích, výpravě, efektech, obsazení herců, střihu a v rozpočtech epizod. Po Glassnerově odchodu se o Hvězdnou bránu staral po další tři řady sám Wright. Výkonný producent Robert C. Cooper se stal showrunnerem v sedmé sezóně, kdy Brad Wright pracoval na koncepci spin-off seriálu Hvězdná brána: Atlantida. Cooper a Wright poté zůstali showrunnery až do konce Hvězdné brány. Jako výkonní producenti a koproducenti seriálu působili také Michael Greenburg a Richard Dean Anderson (1.–8. řada), N. John Smith (4.–10. řada) a scenáristický tým Joseph Mallozzi a Paul Mullie (7.–10. řada).
Ačkoliv Hvězdná brána využívala i scenáristů na volné noze, většinu z jejích 214 epizod napsali Brad Wright (1.–10. řada), Jonathan Glassner (1.–3. řada), Katharyn Powers (1.–6. řada), Robert C. Cooper (1.–10. řada), Peter DeLuise (4.–8. řada), Joseph Mallozzi a Paul Mullie (4.–10. řada), Damian Kindler (6.–10. řada) a Alan McCullough (9.–10. řada). Téměř polovinu epizod režírovali Martin Wood (46 dílů v 1.–10. řadě) a Peter DeLuise (57 dílů v 2.–10. řadě). Wood a DeLuise běžně měli ve svých epizodách také cameo role, z nichž nejznámější jsou role režisérů v dílech „Seriál Červí díra“ a „Dvoustá“, ve kterých účinkovalo v rolích fiktivního televizního štábu mnoho pracovníků reálného štábu. Andy Mikita byl od počátku seriálu asistentem režie a sám režíroval v rozmezí třetí a desáté řady 29 epizod. Hlavní kameraman Hvězdné brány Peter Woeste a kameraman William Waring režírovali každý po 13 dílech. Většina stálých scenáristů a režisérů působila také v roli producentů, část herců naopak přispívala svými nápady do příběhů či se v některých epizodách stala rovnou režiséry.

### Natáčení

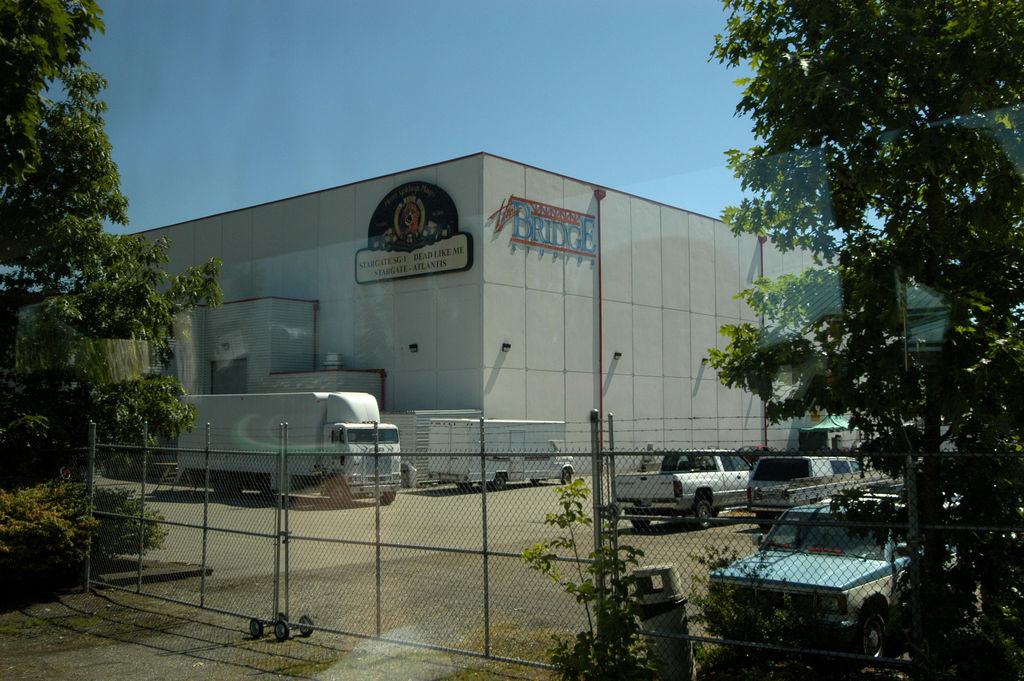
Hvězdná brána byla natáčena v The Bridge Studios v Burnaby v Britské Kolumbii

Hvězdná brána byla natáčena ve Vancouveru (Britská Kolumbie) a v jeho okolí, především ve studiích The Bridge Studios a NORCO Studios, která nabídla seriálu daňové úlevy. Cena jedné epizody Hvězdné brány vzrůstala z 1,3 milionů amerických dolarů v prvních řadách na částku přibližně 2 milionů amerických dolarů v desáté sezóně, částečně i kvůli nepříznivým měnovým kurzům. Do dílů bylo zakomponováno mnoho význačných bodů z oblasti Vacouveru, například kampus Simon Fraser University se stal hlavním městem mimozemské civilizace. Produkce se potýkala kvůli mírnému přímořskému podnebí s problémy s počasím, ačkoliv déšť mohl být z natočeného materiálu odstraněn. Epizoda „Křišťálová lebka“ z třetí řady byla první, která byla natáčena ve virtuálním prostředí.
Hlavní kulisy Hvězdné brány, fiktivní Velitelství Hvězdné brány (anglicky Stargate Command, zkráceně SGC) ve skutečné základně Letectva spojených států Cheyenne Mountain poblíž Colorado Springs, byly postaveny v ateliéru 5 v The Bridge Studios. Režisér Martin Wood natočil pro seriál šest různých záběrů skutečného komplexu Cheyenne Mountain pouze deset dní před premiérou pilotní epizody. Tyto záběry byly poté využívány po několik let, teprve pro začátek deváté řady nechali producenti udělat novou sérii záběrů, neboť si předtím mysleli, že pro seriál bude každá sezóna tou poslední. Otázky návštěvníků a fanouškovské teorie o existenci hvězdné brány ve skutečném komplexu Cheyenne Mountain se postupem času staly tak běžné, že na základně byly do jednoho ze skladišť pro košťata a mycí potřeby nainstalovány dveře s replikou přísného zabezpečení a nápisem „Stargate Command“.
Každá z prvních sedmi sezón obsahuje 22 epizod, zbylé tři řady mají po 20 dílech. Epizody v prvních sezónách byly natáčeny během 7,5 pracovních dnů, což se postupem času zredukovalo v průměru na šest pracovních dnů. Všechny epizody byly natáčeny v širokoúhlém formátu 16 : 9, ačkoliv v televizi byly první řady vysílány ve formátu 4 : 3. Přechod na vysílání ve formátu 16 : 9 dal režisérům větší svobodu v kompozici záběrů. První tři sezóny seriálu byly natáčeny na 16mm film, přestože scény s vizuálními efekty byly vždy z různých technických důvodů natáčeny na 35mm film. Po zkoušce v podobě epizody „Nemesis“, finále třetí řady, přešla produkce od čtvrté sezóny výhradně na 35mm film. Digitální HD kamery byly používány od začátku osmé řady.

### Výprava

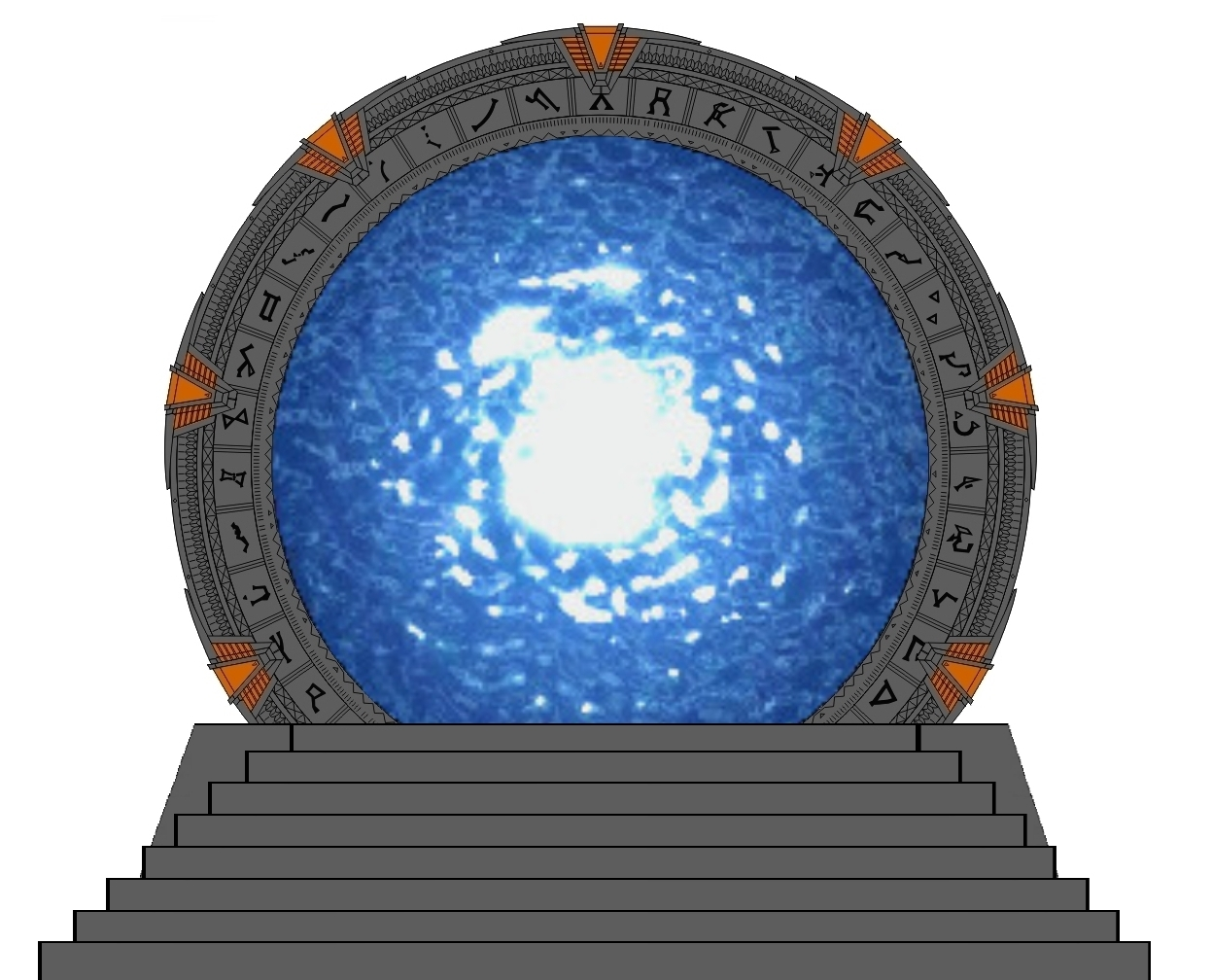
Nákres aktivní hvězdné brány používané v seriálu

Umělecké oddělení vytvořilo všechny koncepty a kresby pro oddělení rekvizit, dekorace pro dekorační oddělení, konstrukční oddělení a malířské oddělení. Spolupracovali též s oddělením vizuálních efektů. Hvězdná brána zaměstnala přibližně 200 kanadských pracovníků, ačkoliv jejich počet mohl přesáhnout i 300 v době, kdy se stavěly nové dekorace. Vedoucí výpravy Richard Hudolin se k projektu připojil v říjnu 1996. Bridget McGuire, art directorka seriálu od jeho počátku, převzala funkci vedoucí výpravy v šesté řadě.
Hudolin letěl v roce 1996 do Los Angeles, aby shromáždil materiál z původního filmu, podařilo se mu však najít originální rekvizity, které byly uloženy ve venkovním prostředí kalifornské pouště. I přes jejich značné poškození je dokázal využít tak, aby posloužily jako vzor pro nově vyrobené rekvizity. Nová hvězdná brána, ovládaná počítačovým programem na zadávání adres, byla zkonstruována tak, že s ní bylo možné otáčet, symboly zapadaly. Přenosná hvězdná brána byla využívána pro natáčení v exteriérech a potřebovala na sestavení jeden den a šest pracovníků. Díky vizuálním efektům, které byly postupem času v některých případech levnější a rychlejší, byla v pozdjších sezónách příležitostně využívána i počítačově vytvořená brána.
Dekorace SGC musela být pro natáčení dvakrát vyšší než 6,7 m vysoká maketa hvězdné brány, jeden z původních Hudolinových plánů na třípodlažní set ale byl zamítnut a nahrazen dvoupodlažním setem. Místnost s bránou byla největším prostorem při natáčení a mohla být přestavěna a upravena pro jiné scény. Dvě víceúčelové místnosti byly často přestavovány a využívány jako ošetřovna, Jacksonova laboratoř, jídelna nebo tělocvična. Dekorace SGC a všechny ostatní sety použité v pilotní epizodě byly postaveny během šesti týdnů v lednu a únoru 1997, přičemž byly do nich začleněny některé části dekorací z původního filmu. Set SGC byl z větší části demontován na konci roku 2008, jeho prostor byl využit pro dekorace základny Icarus seriálu Hvězdná brána: Hluboký vesmír.

### Make-up a kostýmy
Většina hlavních postav seriálu jsou američtí letci a nosí autentické uniformy Letectva Spojených států. Během misí jsou členové SG-1 běžně oblečeni do olivově zelených uniforem typu Battle Dress. Richardu Deanu Andersonovi a Donu S. Davisovi byl před natáčením prováděn sestřih vlasů do řádného vojenského stylu. Amanda Tapping měla vlasy podobně krátké až do doby natáčení obou DVD filmů. Michael Shanks, který hrál civilistu, převzal účes od Jamese Spadera z celovečerního snímku, na konci druhé řady si ale vlasy natrvalo zkrátil. Jaffa Teal'c (Christopher Judge) byl jedinou z hlavních postav, která potřebovala více než základní make-up. Jeho egyptská vizáž odráží vzhled Goa'ulda Ra z původního filmu, doplněna byla o symbol na čele a nazlátlý odstín kůže. Jeho make-up byl ale v průběhu let zjednodušen. Judge si také doma každý den holil hlavu, teprve v osmé řadě mu producenti povolili, aby si vlasy ponechal. Jako vyškolená zdravotní sestra dokázala hlavní maskérka Jan Newman vytvořit popáleniny, řezné rány či otlaky, čímž vypadala zranění týmu SG-1 autenticky.
Pro vzhled mimozemšťanů spolupracovalo maskérské oddělení s protetickými společnostmi (včetně Todd Masters) z Vancouveru a Los Angeles. Zatímco lidský původ mnoha mimozemských ras a lidských civilizací byl lehce rozeznatelný, rasa zvaná Unasové potřebovala komplikované masky a make-up. Pro ukázání nezávislého vývoje lidských civilizací po jejich přemístění ze Země použili kostyméři prvky z různých pozemských kultur a zkombinovali je s moderními látkami, komplikovanými ozdobami a řetízky, což vyvolává dojem historických oděvů z jiného světa. Vzhled Goa'uldů, například Apophise, byl odvozen od vzhledu Ra z původního filmu. Původ vizáže Oriů a Převorů a jejich kostýmů v deváté řadě pochází z Japonska a od samurajů. Art director James Robbins také našel u malých kmenů v džungli mystické kresby na tváři, jizvy i popáleniny, které použil jako inspiraci pro pozměněné tváře Převorů a Dociho. Původní úvahy o prodloužení jejich prstů a zjizvení rukou se ukázaly jako nepraktické.

### Vizuální efekty
Hvězdná brána byla jedním z největších zaměstnavatelů ve Vancouveru na poli vizuálních efektů, neboť produkce utrácela 400 000 amerických dolarů za jednu epizodu. Největším dodavatelem byla společnost Rainmaker Digital Effects, jejíž tvůrce digitálních efektů Bruce Woloshyn pracoval průměrně deset měsíců v roce v úzké spolupráci s lidmi ze štábu seriálu, supervizorem vizuálních efektů a producentem Jamesem Tichenorem a supervizorem vizuálních efektů Michellem Comensem. Producenti z počátku najali několik společností, které měly vytvořit vodě podobný horizont událostí hvězdné brány, a Rainmaker byla jediná firma, které se to povedlo. Její běžné záběry s efekty v průběhu seriálu zahrnovaly aktivaci a použití samotné brány (přes 300 horizontů událostí v několika prvních letech), transportní kruhy a paprskové výstřely tyčových zbraní a zat'nik'atelů. Méně pravidelně vytvářeli také vizuální efekty goa'uldských nákladních lodí a útočných kluzáků.
Od začátku seriálu do konce páté řady vytvářela některé vizuální efekty společnost Lost Boys Studios, od druhé řady se na Hvězdné bráně podílela také firma Image Engine. Společně s navazujícím seriálem Atlantida tvořila Hvězdná brána 30 až 40 % obchodu společnosti Atmosphere Visual Effects. Supervizor James Tichenor považoval několik epizod s velkým rozpočtem pro vizuální efekty za oblíbená díla, která by mohla zaujmout i poroty různých cen. Seriál pomohl vejít ve známost místním postprodukčním firmám, epizody „Malá vítězství“ (4. řada), „Překvapivá odhalení“ (5. řada) a „Ztracené město“ (7. řada) obdržely několik cen a nominací v kategoriích vizuálních efektů.

### Hudba
Podle skladatele Joela Goldsmithe měla Hvězdná brána tradiční akčně-dobrodružnou hudbu se „sci-fi, fantasy stylem“, která se pohybovala „od komedie k dramatu, k ohromnosti, k napětí, k akčnosti, k éteričnosti“. Brad Wright s Jonathanem Glassnerem znali Goldsmithe od druhé sezóny seriálu Krajní meze a proto jej přizvali i k práci na pilotní epizodě připravovaného seriálu. Goldsmith a David Arnold, autor hudby k původnímu filmu, se spolu bavili o hudebních tématech pro televizní adaptaci. Hlavní znělku Hvězdné brány vytvořili jako medley několika témat z celovečerního snímku, nicméně Goldsmith napsal i vlastní koncovou znělku, aby se seriál ukázal jako nezávislá entita. MGM trvalo na použití Arnoldovy hudby v pilotní epizodě, nicméně Brad Wright použil Goldsmithovu hudbu v nově sestříhané epizodě „Děti bohů“, která vyšla v roce 2009 na DVD.
Protože nemohl být z rozpočtových důvodů využit skutečný orchestr, pro každou epizodu Goldsmith nasimuloval na syntezátorech 80členný symfonický orchestr. Příležitostně ale využil i dva nebo tři hudebníky pro vytvoření orchestrální autenticity. Goldsmithův dlouholetý asistent Neal Acree začal v osmé sezóně seriálu skládat doprovodnou hudbu. Délka zkomponované hudby pro jednu 44minutovou epizodu se pohybovala mezi 12 a 33 minutami s průměrem kolem 22–26 minut, což bylo více, než u běžných seriálů a pro skladatele tak činilo Hvězdnou bránu časově náročnější. Protože Goldsmith bydlel tisíce kilometrů od Vancouveru, domlouval se s producenty pomocí telefonu a výměnu nahraných pásků realizoval několik let přes Federal Express, dokud nebylo přistoupeno k přenosům souborů přes internet.
Goldsmithova důvěra v Arnoldovu hudbu se postupem času snižovala, neboť seriál se postupně odpoutával od tématu Goa'uldů a uváděl na scénu nové postavy a rasy. Měl však k rasám a vesmírným lodím tematický přístup. Například chtěl mechanický, repetitivní hudební motiv pro Replikátory, gotická, gregoriánská a křesťanská hudební témata byla inspirací pro orijský motiv. Antické téma bylo záměrně přeneseno do seriálu Hvězdná brána: Atlantida, když se základní melodie z konce dvojepizody „Ztracené město“ stala na návrh Goldsmithova asistenta částí hlavní znělky Atlantidy. Nepůvodní hudba byla v Hvězdné bráně použita pouze zřídka, nicméně Goldsmith vybral pro epizodu „Odstíny šedi“ z třetí řady árii „Vesti la giubba“ z Leoncavallových Komediantů. Kromě toho využil také píseň „Who am I“ od Lily Frost (epizoda „Křehká rovnováha“ v sedmé řadě) a v poslední epizodě seriálu „Bez konce“ píseň „Have You Ever Seen the Rain?“ od Creedence Clearwater Revival. Televizní soundtrack s Goldsmithem upravenou hudbou byl vydán v roce 1997, roku 2001 je následoval best of výběr.

### Úvodní titulky

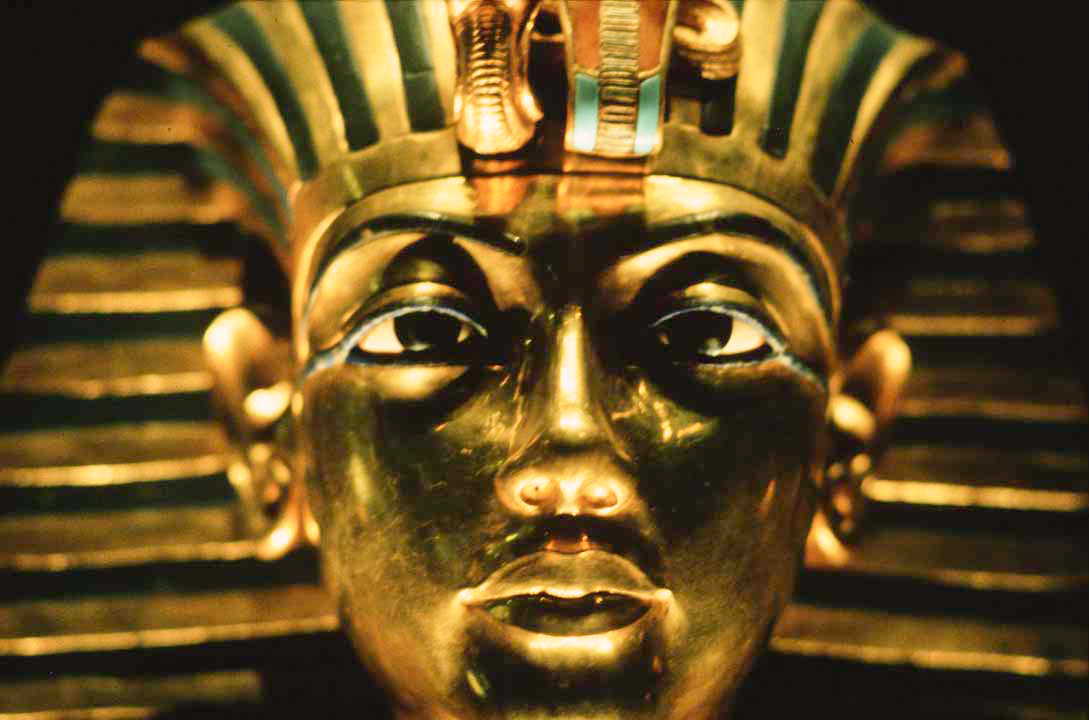
V původní úvodní znělce Hvězdné brány prvních pěti sezón byla v blízkých pohledech zobrazena Raova maska, která je podobná Tutanchamonově zlaté masce na obrázku

Seriál Hvězdná brána měl několik variant sekvencí úvodních titulků se znělkou, kterým obvykle předcházel teaser. Titulky byly většinou 60 sekund dlouhé a Richard Dean Anderson byl jediným hercem, jehož jméno se na obrazovce objevilo ještě před názvem seriálu. Jméno Michaela Shankse bylo po jeho návratu v sedmé řadě přemístěno na konec titulků s doplňkem „as Daniel Jackson“ (česky jako Daniel Jackson). Některé DVD verze prvních sezón seriálu mají úvodní titulky odlišné od televizní verze, stejně jsou na tom DVD filmy. Skladatel Joel Goldmith upravil pro úvodní titulky hudbu David Arnolda z původního celovečerního filmu a ta zůstala stejná po celou dobu vysílání seriálu i na DVD filmech.
První úvodní sekvence titulků byla použita v prvních pěti řadách a zobrazovala zblízka pomalu se pohybující kamerou Raovou maskou. Producenti seriálu již před premiérou první sezóny neměli čas a tak jednoduše použili lehce zrychlenou sekvenci záběrů z původního filmu. Raova maska byla vyrobena pro tento film a původně byla natočena kamerou s kontrolou pohybu. Částečně kvůli šilhajícím očím masky se Brad Wright obrátil na umělecké oddělení o vytvoření nové úvodní sekvence s titulky, nicméně ta původní zůstala až do doby, než seriál přešel pod Sci-Fi Channel. Když byla práva na seriál prodána dalších televizím, byl pro prvních pět sezón použit odlišný úvod, který obsahuje akční záběry jednotlivých postav.
Sekvence úvodních titulků v prvních dvou epizodách šesté řady zobrazuje otáčející se rekvizitu hvězdné brány, která byla ze vzdálenosti 3 mm snímána Frazierovým objektivem. Titulky v následujících epizodách částečně využily tento materiál, který byl doplněn sestřihem akčních záběrů postav z předchozích dílů a který byl zakončen vstupem týmu SG-1 do brány. V této podobě, s menšími úpravami záběrů a změn v obsazení, vydržela úvodní sekvence dvě sezóny. Od deváté řady byly titulky podobné předchozím, odlišné ale byly záběry otáčející se brány, které byly viditelně provedeny počítačovou grafikou. Sci-Fi Channel také při premiéře epizod první poloviny deváté sezóny zkrátil úvodní sekvenci ze 60 na 30 sekund. To se však dočkalo silně negativní reakce ze strany fanoušky, takže stanice ve druhé polovině řady vrátila klasickou délku. Scenáristé z této události vytvořili vtip do epizody „Dvoustá“ (10. řada), která obsahovala pouze pětisekundový titulek. Od epizody desáté řady „Spolek zlodějů“ byla použita poslední, lehce upravená verze úvodní sekvence, v níž Vala Mal Doran téměř nestihne SG-1 vstupující do hvězdné brány.

### Spolupráce s armádou
S producenty Hvězdné brány úzce spolupracoval přes Kancelář letectva pro styk s veřejností a zábavním průmyslem v Los Angeles odbor vojenského letectva Spojených států. Před zahájením výroby seriálu garantovalo letectvo produkci přístup ke komplexu Cheyenne Mountain, aby mohly být pořízeny jeho reálné záběry. Letectvo (USAF) rovněž četlo každý scénář, aby v něm nebyly chyby, a poskytlo pomoc s realistickými životními příběhy všech postav, se stuhami, uniformami, sestřihy vlasů, dějovými linkami a ostatními věcmi, které souvisejí s armádou. USAF také nechalo vzlétnout k Vancouveru několik letounů T-38, F-15 a F-16, jejich záběry byly použity v některých epizodách a DVD filmech. Mnoho vedlejších postav ztvárňujících personál USAF byli jeho skuteční příslušníci.
Ve Hvězdné bráně ztvárnili sami sebe dva náčelníci štábu Letectva Spojených států. Generál Michael E. Ryan se objevil v epizodě „Zázračné dítě“ (4. řada), generál John P. Jumper hrál ve dvojepizodě „Ztracené město“ (7. řada). Druhé vystoupení generála Jumpera bylo plánováno pro dvojepizodu „Čtvrtý jezdec apokalypsy“ deváté sezóny, kvůli trvajícímu konfliktu na Blízkém východě ale muselo být zrušeno. Nezisková organizace Air Force Association pozvala na svoji 57. výroční večeři konanou dne 14. září 2004 Richarda Deana Andersona, byl tak oceněn za svoji práci herce a výkonného producenta v Hvězdné bráně a pozitivní popis Letectva Spojených států v seriálu.
Některé scény z epizody „Malá vítězství“ (4. řada) byly natáčeny na palubě a v okolí vyřazené ruské ponorky třídy Foxtrot, kterou soukromý majitel koupil ve Vladivostoku a přesunul do Vancouveru. Námořnictvo Spojených států také pro natáčení DVD filmu Návrat pozvalo herce a štáb na palubu jaderné ponorky USS Alexandria a do polární stanice Applied Physics Laboratory Ice Station v Arktidě.

### České znění
Český dabing seriálu Hvězdná brána vznikl mezi lety 2000 a 2007. Prvních šest řad vyrobila v letech 2000–2003 pro CET 21 společnost Česká produkční 2000, její servisní organizace, ostatní sezóny produkovala v roce 2007 firma DW Agentura. Dabing ve všech deseti řadách režíroval Zdeněk Štěpán. Sezóny 1–4 přeložili společně Renáta a Tomáš Studení, sezóny 5 a 6 pouze Tomáš Studený. Na zbylých řadách se podílelo více překladatelů: Martin Havlíček (7.–8. řada), Petr Chalupecký (7.–10.), Vojtěch Kostiha (8.–9.), Jan Urbánek (7.), Petra Valentinová (7.), Jan Zenáhlík (8.–10.). Hlasové obsazení hlavních postav bylo v průběhu celého seriálu zachováno, jedinou výjimkou byla postava Jonase Quinna, kterého při hostování v sedmé sezóně, v Česku uvedené po čtyřleté přestávce od předchozí řady, daboval Marek Libert, zatímco v páté a šesté to byl Saša Rašilov. Dodržovány však byly hlasy i důležitých vedlejších postav.
Po výměně překladatelů v sedmé řadě se změnila část terminologie, neboť byly v některých případech využity originální názvy (sonda × MALP, symbol × chevron). Z goa'uldského lorda Ti, jehož jméno bylo v dabingu předchozích sezón na tento tvar změněno kvůli zachování vtipu, se stal lord Ju podle původního anglického jména Yu. Prvních pět dílů této sezóny bylo pro reprízu dodatečně dabingově upraveno.

## Témata a narážky

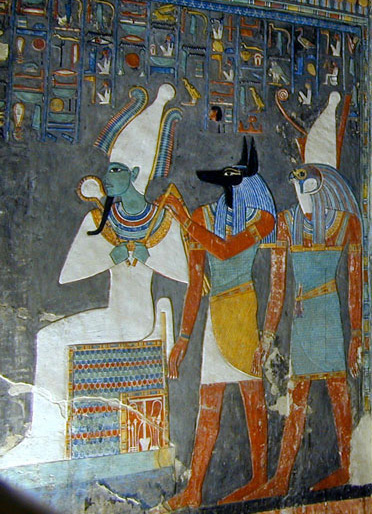
Řada příběhů Hvězdné brány se pohybovala kolem egyptských bohů, včetně (zleva) Osirise, Anubise a Hora

Hvězdná brána zaujala místo v oblasti vojenské sci-fi a využila běžných sci-fi konceptů o silných a rozdílných postavách bojujících proti jednoznačnému zlému nepříteli, Goa'uldům. Spojení mimozemských ras s divákům známou pozemskou mytologií bylo vytvořeno díky samotné hvězdné bráně. Téměř okamžité meziplanetární cestování umožňuje rychlé změny ve vyprávění mezi politikou na Zemi a realitou boje v mezihvězdné válce. Seriál postupně rozvíjí základní premisu původního celovečerního filmu Hvězdná brána do vlastní unikátní mytologické superstruktury, která se rozšiřuje na egyptské náboženství (především bohové Apop/Apophis a Anup/Anubis jako goa'uldští protivníci), severskou mytologii (především bůh Thór jako asgardský spojenec) a artušovské legendy (především Merlin jako antický spojenec) až po bohům podobné Orie. Hvězdná brána uvádí nové rasy, oproti častým mimozemským lidským civilizacím, méně často, než tomu bývá v ostatních televizních sci-fi seriálech. Tyto nově objevené rasy i civilizace či navštívené planety v jednotlivých epizodách bývají poté zařazeny do už existující mytologie seriálu, čímž opouští příběhy jednoduše přístupné pro nové diváky. I přes rozsáhlou mezigalaktickou mytologii seriálu a sci-fi prvky považuje M. Keith Booker seriál za silně závislý na postavách a kamarádství mezi členy SG-1.
Producenti si osvojili i humor a chtěli, aby Hvězdná brána byla zábavnou show, která sama sebe nebere příliš vážně. Brad Wright považoval seriál za rodinnou show s přiměřeným násilím na rozdíl od náhodného nebo bezdůvodného násilí. Christopher Judge si nemyslel, že Hvězdná brána by „i přes bujnou fantazii byla seriálem s poselstvím, nicméně občas se v ní nějaká sdělení objevila“. Jako dílo zaměřené na široké publikum odkazoval seriál často na populární kulturu, čímž zdůrazňoval svoje příběhy, jejichž děj probíhal na současné Zemi. Podobně tomu tak bylo i například v seriálech Akta X a Buffy, přemožitelka upírů. Jonathan Glassner psal do vlastních scénářů v prvních sezónách odkazy na Čaroděje ze země Oz, což ostatní scenáristé přijali za své poté, co Richard Dean Anderson začal odkazovat na tento film i sám. Postava O'Neilla se v seriálu také často zmiňuje o Simpsonových, Andersonově oblíbeném seriálu. Hvězdná brána v několika epizodách rovněž odkazuje na proces psaní a natáčení televizních sci-fi seriálů, či zmiňuje předchozí role herců, např. v pilotní epizodě (zmínka Carterové o MacGyverovi byla v českém dabingu vypuštěna) a v krátké ukázce seriálu Farscape v epizodě „Dvoustá“.

## Vysílání a vydávání

### Showtime a syndikace v USA (1997–2002)
Americký kanál pro předplatitele Showtime objednal v roce 1996 dvě řady Hvězdné brány s celkem 44 epizodami. Dvouhodinový pilotní díl, později rozdělený na dvě epizody, byl nejlépe sledovaným premiérovým dílem seriálu v historii stanice, od 20 hodin v neděli 27. července 1997 se na něj dívalo přibližně 1,5 milionu domácností. Podle producentů seriálu chtěla vysílací síť zrušit Hvězdnou bránu po několika epizodách, samotný kanál ale na seriál nijak netlačil, aby mohl „získat pořádnou sledovanost, která síti ukáže, co umí“. Hvězdná brána byla stále nejsledovanějším pořadem kanálu (i včetně celovečerních filmů), takže Showtime v červenci 1998 objednal třetí a čtvrtou sezónu, každou po 22 epizodách.
Poté, co se výroba Hvězdné brány stala příliš drahou, dohodla se MGM se Showtimem, že seriál může být vysílán v syndikaci na dalších stanicích šest měsíců po premiéře na Showtimu. Všech 22 stanic ze sítě Fox vysílalo první řady po jejich debutu na Showtimu s podmínkou dosažení pokrytí 41 % Spojených států. V roce 1998 nakoupil svoji největší programovou akvizici Sci-Fi Channel, jehož balík exkluzivních práv na kabelové vysílání za 150 milionů dolarů zahrnoval seriály Hvězdná brána, Krajní meze a Poltergeist. Na konci páté řady se Showtime rozhodl ukončit spolupráci s MGM s prohlášením, že seriál má stále značnou sledovanost, ale kvůli syndikaci už nedokáže pro kanál získat nové předplatitele.

### Sci-Fi Channel a syndikace v USA (2002–2007)
Díky tomu, že sledovanost Hvězdné brány byla z finančního hlediska dobrá, podal Sci-Fi Channel nabídku MGM, že by měl zájem pokračovat šestou sezónou, která by měla mít o trochu nižší rozpočet. Tento kanál poté vysílal novou řadu každý pátek v 21 hodin mezi seriály The Dead Zone a Farscape, zatímco staré epizody běžely ve čtyřhodinovém bloku v pondělí od 19 hodin. I díly šesté řady byly vysílány v americké syndikaci šest měsíců po jejich premiéře na Sci-Fi Channelu. Šestá a sedmá sezóna Hvězdné brány byla pro Sci-Fi Channel nejsledovanějším původním seriálem s průměrem 2 milionů diváků v 1,3 milionu domácností, což vyneslo kanál do top 10 kabelových stanic ve Spojených státech. V následujících několika letech producenti předpokládali, že právě probíhající sezóna seriálu bude tou poslední a opakovaně tedy vytvářeli velké finálové epizody, úspěch Hvězdné brány ale vždy jejich předpoklady změnil a odložil jejich plány na napsání filmu. Sci-Fi Channel zkrátil od osmé řady délku sezóny z 22 na 20 epizod.
Původní představy byly nahradit Hvězdnou bránu spin-offovým seriálem Hvězdná brána: Atlantida, jeho vysílání však bylo zahájeno v létě 2004 souběžně s osmou řadou původního seriálu. Vznikl tak rekord ve sledovanosti Hvězdné brány (3,2 milionu diváků) a rekord ve sledovanosti epizody jakéhokoliv seriálu na Sci-Fi Channelu (Atlantida – 4,2 milionu diváků). Na kanále se ke dvěma Hvězdným branám připojila v lednu 2005 ještě Battlestar Galactica, díky čemuž byl Sci-Fi Channel o pátečních večerech až do léta 2005 lídrem mezi základními kabelovými kanály. Producenti zvažovali po osmé sezóně ukončit seriál Hvězdná brána a nahradit jej novým s názvem Stargate Command, Sci-Fi Channel ale rozhodl pokračovat v deváté řadě původního seriálu s částečně upraveným obsazením. Sledovanost deváté sezóny se snížila z 2,4 milionu diváků na konci roku 2005 na 2,1 milionu diváků v 1,8 milionech domácností na začátku roku 2006. Úpadek sledovanosti v syndikaci v letech 2005 a 2006 se shodoval se snížením sledovanosti u všech syndikovaných sci-fi akčních seriálů. Sci-Fi Channel si sice v roce 2005 objednal rekordní desátou řadu Hvězdné brány, v létě 2006 ale oznámil, že další sezóny již nebudou. Poslední epizoda seriálu „Bez konce“ měla světovou premiéru 13. března 2007 na britském kanále Sky1, při americké premiéře 22. června 2007 ji na Sci-Fi Channelu sledovalo přibližně 2,2 milionu diváků.

### Mezinárodní vysílání
Podle Wrighta a Coopera byla důležitým faktorem úspěchu Hvězdné brány celosvětová popularita sci-fi a právě dobré mezinárodní přijetí pomohlo v počátcích udržet seriál ve výrobě. Několik novin v letech 2005 a 2006 oznámilo, že Hvězdná brána byla vysílána ve více než 100 zemích světa a týdenní celosvětová sledovanost se pohybovala okolo 10 milionů diváků, The New York Times v roce 2004 uvedly jiná čísla, podle nichž byl seriál vysílán v 64 zemích s více než 17 miliony diváky za týden. Seriál měl dobré přijetí zejména ve Spojeném království, Německu, Francii a Austrálii.
Hvězdná brána ve Spojeném království běžela na Sky1, reprízy proběhly na kanálech Sky2, Sky3 a Channel 4. Sky1 vysílala nové epizody druhé poloviny většiny řad dříve, než proběhla americká premiéra a stejně tak tomu bylo i v případě posledního dílu seriálu „Bez konce“. Brad Wright považoval za „téměř trapné“, že Hvězdná brána byla ve Spojeném království populárnější než v Kanadě, kde byla vysílána na stanicích Space, Citytv, A, Movie Central a na francouzskojazyčných kanálech TQS a Ztélé.

### Vysílání v Česku
V Česku byla Hvězdná brána premiérově vysílána na TV Nova. První část pilotní dvojepizody „Děti bohů“ měla premiéru v neděli 2. dubna 2000, další díly následovaly vždy po týdnu. Od epizody „První přikázání“ vysílané v úterý 2. května přesunula stanice seriál do každodenního vysílání v pracovní dny. Do konce června 2000 viděli čeští diváci první dvě řady, třetí následovala během září a začátku října 2000. Čtvrtá sezóna se na televizních obrazovkách poprvé objevila v červenci 2002, pátá a šestá série byla vysílána od konce května do poloviny července 2003. Premiéra sedmé až desáté řady proběhla v souvislém každodenním vysílání během pracovních dnů od března do července 2007, poslední díl „Bez konce“ zhlédli diváci 11. července toho roku.
První řady Hvězdné brány byly reprízovány na TV Prima, celý seriál potom jak na stanici TV Nova, tak na jejím sesterském kanálu Nova Cinema, kanálu Prima Cool a na kabelových stanicích AXN a AXN Sci-Fi.

### Zrušení seriálu a budoucnost
Dne 21. srpna 2006, několik dnů po premiéře epizody „Dvoustá“, potvrdil Sci-Fi Channel, že jedenáctá sezóna Hvězdné brány nevznikne. Zatímco publikované zprávy se zmiňovaly o klesající sledovanosti, drahé výrobě a nedostatku propagace, Mark Stern ze Sci-Fi Channelu pouze prohlásil, že rozhodnutí nebylo provedeno kvůli sledovanosti. Dále řekl, že produkčnímu štábu byl dán dostatek času na vyřešení všech příběhových linií a že je plánováno začlenit herce do pokračujícího seriálu Hvězdná brána: Atlantida. Mezitím MGM, jako držitel práv, a producenti Hvězdné brány vyjádřili přání, aby seriál pokračoval dále jako film, minisérie či jako jedenáctá řada na jiném kanálu. Brad Wright potvrdil v říjnu 2006 výrobu dvou DVD filmů, Amanda Tapping se připojila k natáčené čtvrté sezóně Atlantidy. První film Hvězdná brána: Archa pravdy byl vydán v březnu 2008 a dokončuje příběh s Orii. Druhý film Hvězdná brána: Návrat, příběh o cestování v čase do alternativní časové linie, byl vydán v červenci 2008. V červenci 2009 vyšla na DVD speciální edice pilotní dvouhodinové epizody „Děti bohů“ s nově sestříhanými scénami a odlišnou hudbou.
V dubnu 2009 potvrdila společnost MGM třetí film k Hvězdné bráně, o kterém Brad Wright poprvé mluvil v květnu 2008. Joseph Mallozzi prozradil pracovní název snímku, Stargate: Revolution, napsat jej měl Wright společně s bývalým výkonným producentem Atlantidy Carlem Binderem, režisérem měl být Martin Wood. Předpokládalo se, že by film mohl být o „možnosti zveřejnění programu Hvězdné brány“. Podle Wrighta se film měl zaměřit na postavu Jacka O'Neilla a měl podle možností opět spojit herce ze seriálu, což ale záleželo na ceně filmu a dostupnosti herců. Postava Valy Mal Doran se ve snímku objevit neměla. Amanda Tapping potvrdila svoji účast v tomto filmu v září 2008 (zároveň se zapojením do prvního, rovněž chystaného filmu Atlantidy), v lednu 2009 Michael Shanks uvedl, že společně s Richardem Deanem Andersonem budou ve snímku také hrát. Do dubna 2009 nebyly podepsány žádné smlouvy, Wright ale prohlásil, že „může téměř zaručit, že letos [2009] se k filmu dostaneme“. Nicméně jeho výroba byla zastavena. Podle Wrighta byly kvůli ekonomické krizi DVD premiéry pro MGM méně výnosné, než tomu bylo v předchozích letech, což společně s finančními problémy MGM bylo důvodem pro zrušení. I přes to Wright a Mallozzi optimisticky uváděli, že by případná produkce mohla začít, dokud v dubnu 2011 Wright neoznámil, že projekt filmu je definitivně odložen společně s plány na filmy k seriálům Atlantida a Hluboký vesmír a cross-overovému snímku, který měl zahrnovat prvky ze všech tří seriálů. Tou dobou už nebyly natáčeny ani seriály Atlantida a Hluboký vesmír. Brad Wright nicméně nevyloučil budoucnost filmů z prostředí Hvězdné brány: „Je to franšíza. Hvězdná brána nekončí. Někdo chytrý z MGM na to přijde a něco se stane.“

### Vydání pro domácnosti
Seriál Hvězdná brána byl na DVD poprvé vydán v některých evropských zemích na několika discích, z nichž každý typicky obsahoval čtyři epizody. První disk byl s titulem „The Best of Season 1“ (česky To nejlepší z první sezóny) vydán ve Spojeném království v roce 2000. Každá další řada, počínaje prvními čtyřmi díly druhé sezóny, vyšla vždy na šesti samostatných discích (desátá řada pouze na pěti). Od roku 2001 byla první až osmá sezóna vydána v USA na DVD v pětidiskových plastových obalech. Evropská pobočka MGM Home Entertainment začala v roce 2002 vydávat box sety kompletních sezón (včetně první) souběžně se samostatnými vydáními. Britské box sety se řadami byly obvykle vydány půl roku po britské premiéře poslední epizodě té sezóny.
Většina DVD obsahuje bonusy v podobě záběrů ze zákulisí, audio komentářů pro téměř všechny epizody počínaje čtvrtou sezónou a fotogalerií z natáčení. Box sety prvních osmi řad byly opětovně vydány ve slim obalech ve všech regionech, první takový vyšel v létě 2006 ve Spojených státech. Kompletní seriál byl poprvé vydán ve Spojených státech v říjnu 2007, toto balení obsahovalo 50 disků s deseti sezónami Hvězdné brány a čtyři disky s bonusy. Do roku 2006 bylo celkově prodáno více než 30 milionů kopií DVD.

### On-line distribuce
Nové epizody Hvězdné brány byly poprvé vydány na americkém iTunes v srpnu 2006, vždy jeden den po jejich premiéře na Sci-Fi Channelu. Jeden díl bez reklam stály 1,99 amerického dolaru, cena za celou sezónu (20 epizod) činila 37,99 dolarů. Vydání na britském iTunes následovalo v říjnu 2007. V lednu 2008 bylo všech deset řad dostupných na iTunes a na Amazon Unbox. Na Hulu se první sezóna objevila v březnu 2009. Zpočátku diváci ze Spojených států mohli sledovat pouze první řady, od prosince 2009 už byly všechny díly všech deseti sezón dostupné bezplatně s menším počtem reklam. Volný přístup k nim byl zajištěn do 31. července 2011, kdy byly epizody odstraněny. Od 1. února 2011 do 15. srpna 2012 byly v USA všechny epizody celé franšízy Hvězdné brány dostupné na předplatitelské video streamovací službě Netflixu.
V Česku byla Hvězdná brána v roce 2012 zdarma dostupná na portálu PrimaPLAY televize Prima, kde se vždy nacházelo posledních pět epizod vysílaných na kanálu Prima Cool.

## Přijetí

### Kritika
Will Joyener z The New York Times považoval ve své recenzi na pilotní epizodu „Děti bohů“ seriál Hvězdná brána za „náročný, pokud vůbec odvozený mix“, který je „více, než fanoušek Hvězdné brány [filmu] mohl očekávat, ale zároveň méně, než v co mohl člověk doufat.“ Na obsazení herců měl smíšené názory a byl rozčílen použitím taktiky vizuálního šoku, která byla provedena kvůli nízkému televiznímu rozpočtu. Po zhlédnutí téže epizody kritizoval Tony Scott z magazínu Variety, že v seriálu, který je „v podstatě pro mladé lidi“, „bloudí povrchní postavy svými rolemi bez špetky přesvědčení“. Dělal si legraci z prkenných herců, „nezáživný scénář, zápletky z pulp magazínů, postavy oblečené v obchodech, banální dialogy […] a zřejmá režie Maria Azzopardiho nepochybně potěší miliardy a miliardy.“ Mnoho kritiků v pilotní epizodě negativně reagovalo na bezdůvodné použití sexuální narážky a ženské nahoty, která podle Wrighta byla natočena na naléhání kanálu Showtime navzdory jeho protestům a která byla vystřižena z DVD verze vydané v roce 2009.
Podle Sharon Eberson z novin Pittsburgh Post-Gazette může být místo Hvězdné brány v oblasti sci-fi poměřováno dlouhověkostí, dokonale přesnou chemií mezi herci, fanatickými fanoušky a silnými tématy, ačkoliv také ale uvedla, že seriál byl zřídka miláčkem kritiků. Ačkoliv byl seriál nejsledovanějším programem na kanálu Showtime, média mimo sci-fi kruhy se mu v prvních řadách prakticky nevěnovala. Hvězdná brána získala pozornost médií poté, co dostala zelenou Hvězdná brána: Atlantida (za zmínku stojí přebal časopisu TV Guide z 26. července 2003, který uváděl titulek „Zapomeňte na Trek! Hvězdná brána je nyní největším sci-fi hitem!“), deník Toronto Star ale v roce 2006 poznamenal, že „se nezdálo, že by se někomu kromě fanoušků [Hvězdná brána] líbila; většině televizních kritiků vždy nějak proklouzla pod prsty“. Podle Melanie McFarland z deníku Seattle Post-Intelligencer si dílo nezískalo „ten typ rozsáhlého respektu, který by si úspěšný seriál s 200 epizodami zasloužil“; Hvězdná brána pouze výjimečně zaujala místa na seznamech „nejlepších seriálů“, protože zůstala „odsunuta, pokud jde o popularitu,“ za slávou seriálu Battlestar Galactica, ačkoliv každý týden útočila její sledovanost na 10 milionů diváků po celém světě. Producent a showrunner Robert C. Cooper také zdůraznil, že „mimochodem, nikdo netočí ve své době původní Star Trek. Až po 30 letech se lidé začali ohlížet a uvědomovat si ten milník. Myslím, že my všichni skrytě doufáme, že za 10, 15, 20 let bude na Hvězdnou bránu pohlíženo stejně“. Scott D. Pierce z deníku Deseret News uvedl, že seriál nikdy neměl „takový typ kulturního dopadu“ jako Star Trek, protože byl „hezkou odvozeninou, kterou se v průběhu let více a více stával.“ Robert Hanks z britských novin The Independent prohlásil, že seriál během své druhé řady „udělal kus práce“.

### Nominace a ocenění
Hvězdná brána byla během svého desetiletého vysílání nominována na řadu cen. Ani jedna ze sedmi nominací na ceny Emmy v kategorii Nejlepší vizuální efekty v seriálu a na jednu Emmy v kategorii Nejlepší hudební kompozice v seriálu (drama) ale nebyla proměněna ve vítězství. Seriál z více než třiceti nominací získal dvě ceny Gemini, dvanáct cen Leo a pět cen Saturn. Hvězdná brána byla také nominována na dvě ceny VES (2003 a 2005) a dvě ceny Hugo (2005 a 2007).

### Fandom

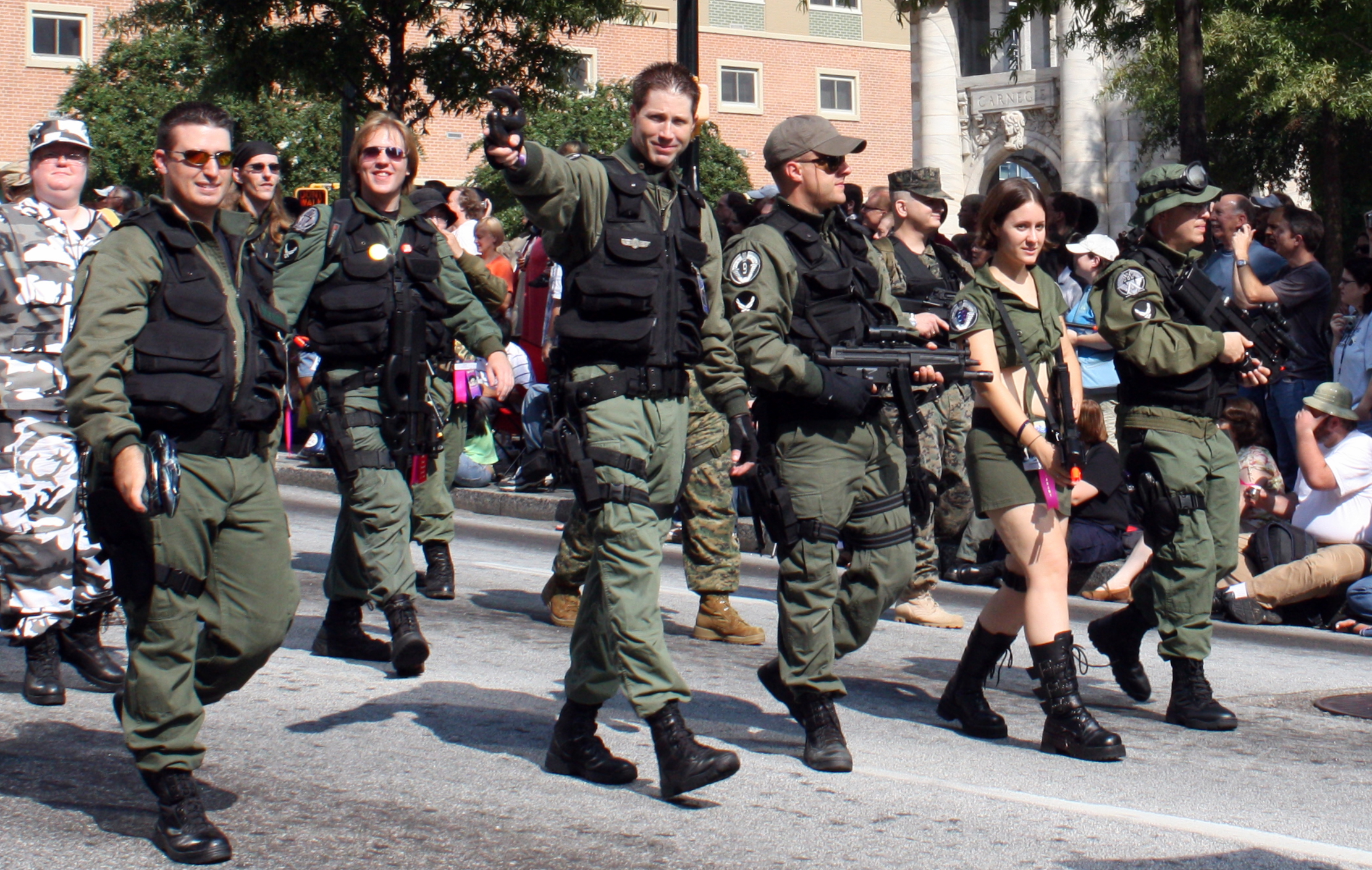
Fanoušci v kostýmech SG týmů na Dragon Conu 2008

Brad Wright použil v roce 2001 pro označení fanoušků Hvězdné brány pojem „Gaters“, který ale nebyl šířeji přijat. Někteří fanoušci věří, že pod komplexem Cheyenne Mountain se nachází skutečná hvězdná brána, která inspirovala Josepha Mallozziho a Paula Mullieho k vlastnímu konspiračnímu příběhu čtvrté sezóny „Není cesty zpět“. Největším webem franšízy se díky speciálním ujednáním s MGM stala fanouškovská stránka GateWorld; její zakladatel Darren Sumner později také působil jako editor oficiálního magazínu Hvězdné brány a před vydáním kontroloval komiksy, aby neobsahovaly chyby v kontinuitě vůči seriálu. Komik Pierre Bernard se mezi fanoušky stal známým díky svým skečům „Recliner of Rage“ v talk show Late Night with Conan O'Brien, z nichž některé věnoval Hvězdné bráně. Producenti seriálu jej později pozvali pro cameo role v epizodách „Hodina H“ a „Dvoustá“.
Do roku 2005 byl hlavním fanouškovským setkáním Gatecon, který byl poprvé pořádán v roce 2000. Konal se v oblasti Vancouveru a oproti ostatním conům se jej ve větší míře účastnili herci a členové štábu. Cony Hvězdné brány od společnosti Creation Entertainment byly označovány jako „The Official Stargate SG-1 and Stargate Atlantis Tour“ a většinou probíhaly ve Spojených státech, dokud Creation Entertainment nezískala v roce 2005 licenci na setkání ve Vancouveru. Společnost Wolf Events organizuje mnoho conů v Evropě, zejména ve Spojeném království a v Německu.
Největším českým setkáním je akce rovněž nazvaná Gatecon, která se každoročně od roku 2003 pořádá v rámci Festivalu fantazie v Chotěboři.

### Merchandising
Podle seriálu Hvězdná brána bylo vyráběno mnoho spin-offových produktů. V letech 1999–2001 vyšly v nakladatelství ROC čtyři romány od Ashley McConnell. V roce 2004 začalo britské nakladatelství Fandemonium Press vydávat novou sérii licencovaných románů, přičemž tyto knihy nebyly až do roku 2006, kdy skončil konflikt licencí s ROC, dostupné v Severní Americe. Oficiální časopis Stargate Magazine byl vydáván v Titan Publishing, Avatar Press vydával sérii komiksů. Britská společnost Big Finish Productions začala na počátku roku 2008 vyrábět audioknihy s novými dobrodružstvími, které jsou namluveny herci ze seriálu.
V roce 2003 byla vydána role-playing hra, roku 2007 sběratelská karetní hra. Firmy Diamond Select Toys a Hasbro uvedly na trh v letech 2005, respektive 2006, kolekce hraček.
Plánovaná počítačová hra Stargate SG-1: The Alliance byla zrušena v roce 2005, budoucnost MMORPG Stargate Worlds a střílečky Stargate Resistance od téhož studia Cheyenne Mountain Entertainment (CME) se vyjasnila v listopadu 2010 po rozhodnutí MGM neprodloužit CME dále licenci na Hvězdnou bránu.
Studio Arkalis Interactive vydalo 14. března 2013 ve spolupráci s MGM první část videohry Stargate SG-1: Unleashed (je rozdělena do více „epizod“), která je určena pro mobilní zařízení s operačními systémy iOS a Android. Hlavním postavám, tedy týmu SG-1, propůjčili své hlasy herci ze seriálu (Richard Dean Anderson, Michael Shanks, Amanda Tapping a Christopher Judge).
Na bázi Hvězdné brány byly postaveny čtyři zábavní atrakce. Simulátory Stargate SG-3000 vznikly ve Space Parku v německých Brémách a v parcích Six Flags v Chicagu, San Franciscu a Louisvillu.

### Odkaz seriálu
Díky seriálu Hvězdná brána byly natočeny spin-offové seriály Hvězdná brána: Atlantida, Hvězdná brána: Hluboký vesmír a animovaný Stargate Infinity. Do roku 2006 přinesla výroba deseti řad seriálu a několika řad Atlantidy Britské Kolumbii přibližně 500 milionů amerických dolarů. Charles Cohen, výkonný viceprezident MGM, popsal Hvězdnou bránu a její spin-offy jako televizní protějšek franšízy James Bond, kterou rovněž vlastní MGM, tedy velmi ziskovou a zlepšující jejich image.
Podle knihy Reading Stargate SG-1 z roku 2005 od Stana Beelera a Lisy Dickson jsou jedinými sci-fi seriály, které překračují výdrž Hvězdné brány, Pán času a franšíza Star Trek; nicméně Akta X a Buffy/Angel mají též srovnatelnou délku. Brad Wright uvedl jako důvody dlouhověkosti seriálu kontinuitu ve výrobním štábu a oddanost fanoušků. Díky 202. epizodě „Spolek zlodějů“ překonala Hvězdná brána seriál Akta X, do té doby nejdéle vysílaný severoamerický televizní sci-fi seriál. V roce 2011 byla samotná Hvězdná brána předstižena seriálem Smallville. Fanoušci Pána času ale protestovali v roce 2007 proti zařazení seriálu Hvězdná brána mezi Guinnessovy světové rekordy jako „nejdéle souvisle vysílaný sci-fi seriál“, neboť mezi lety 1963 a 1989 bylo souvisle vysíláno 695 epizod tohoto britského seriálu.
Hvězdná brána se umístila na 28. místě kultovních seriálů žebříčku časopisu TV Guide. V roce 2005 obsadily seriály Hvězdná brána a Hvězdná brána: Atlantida čtvrté místo v hlasování o nejpopulárnější kultovní seriál na britské webové stránce Cult TV. Hvězdná brána byla také v roce 2009 zahrnuta na seznam „17 nejkultovnějších seriálů všech dob, které jsme vynechali“ magazínu Entertainment Weekly.
Astronomům David J. Tholen a Roy A. Tucker se tak moc zalíbil hlavní padouch Hvězdné brány Apophis, že po něm pojmenovali planetku Apophis.